# 庫珀斯普萊恩斯 (紐約州)
庫珀斯普萊恩斯（英語：Coopers Plains）是位於美國紐約州斯托本縣的普查規定居民點。

## 人口
根據2020年美國人口普查的數據，庫珀斯普萊恩斯的面積為2.13平方千米，皆為陸地。當地共有人口609人，而人口密度為每平方千米285.92人。